# Ricardo Azevedo (cantor)
Ricardo Azevedo (Espinho, 15 de Janeiro de 1977) é um músico, cantor e compositor português.

## Biografia
Ricardo Azevedo nasceu em Espinho, mas foi viver muito novo com os pais para Santa Maria da Feira. Foi a mãe que o incentivou a entrar no mundo da música (tocar viola e a cantar).
Foi membro de várias bandas efémeras de Santa Maria da Feira, entre 1991 e 1999. Em 2000, fundou a banda EZ Special, como vocalista, onde permaneceu até finais de 2006 cantando em inglês.
No ano de 2002 escreveu o tema Daisy e conquistou os palcos, a rádio e os tops em Portugal. O tema foi utilizado em várias campanhas publicitárias com a marca TMN.  
Depois de vários temas em N.º1 de Airplay, festivais de verão, coliseus e mais de 300 concertos, decidiu partir para uma carreira a solo, compondo e cantando canções em português.
Em 2007, publica o seu primeiro álbum a solo Prefácio, em que todas as canções têm letra e música de Ricardo Azevedo. Um dos temas mais popular deste trabalho foi "Pequeno T2" em que fala de um jovem que vivendo com uma rapariga, decide procurar uma casa para uma vida comum num andar com duas assoalhadas, pondo a sua "vida de pernas para o ar", como diz no refrão da canção. Foi uma estreia em grande, pois foi cara do banco Millennium BCP com o seu "Pequeno t2" e obteve umas das canções mais rodadas na rádio em 2008, também com o tema "Entre o sol e a lua". Neste disco, concretizou um sonho antigo, ao cantar em dueto com o Rui Veloso no tema "Os meus defeitos".
15 de junho de 2009 é a data de saída do seu segundo álbum a solo, O Manual do Amor, um trabalho que teve como tema de apresentação "Beijo (O Lado Mais Puro)". Retirou também o tema "Luz Fraca" e "Somos dois espaços".
Em 2009 foi convidado pela artista internacional Anastacia para fazer as suas primeiras partes.
O canal Biography Channel escolheu em 2010, oito fenómenos musicais nacionais para protagonizarem uma série intitulada “Playlist” e Ricardo Azevedo foi um dos homenageados.
A 14 de julho de 2012, lançou o seu terceiro disco de originais intitulado Frente e verso. A apresentação foi no Castelo de Santa Maria da Feira, num ambiente de sonho. O disco entrou directamente para o top nacional de vendas. O primeiro single foi "O amor não me quer encontrar" e integrou a novela da TVI "Louco Amor".
Em 2013 voltou a trabalhar com Saul Davies dos britânicos James (banda) entre Londres e Glasgow em novas canções.
Em 2017 torna-se embaixador musical da Areal Editores, onde já conta com várias canções originais nos seus manuais escolares.
A 26 de Outubro de 2018 foi lançado o 4 disco intitulado Kaizen. Gravado entre o Reino Unido e Portugal, contou com a produção de Saul Davies (James), iONE e Vítor Silva. Neste disco vamos encontrar colaborações especiais de Paul Quinn (baterista The Soup Dragons e Teenage Fun Club), Kevin Burleigh (trabalhou com Simple Minds e Clasvegas), Saul Davies (James, Robbie Williams) entre outros...

## Discografia

### Álbuns
- Prefácio (2007) (CD, Universal)[11]
- O Manual do Amor (2009) (CD, Universal)[12]
- Frente e verso (2012) (CD, Fábrica de Canções, Iplay)[13]
- Kaizen (2018) (CD, Fábrica de Canções)[14]

#### Singles
- 2002 Special[15]
- 2002 Daisy[16]
- 2003 Crosstown[17]
- 2003 Thinking about you[18]
- 2005 My explanation[19]
- 2005 I feel like John travolta[20]
- 2005 Time out[21]
- 2006 I really am such a fool[22]
- 2007 Pequeno t2[23]
- 2007 Entre o sol e a lua[24]
- 2009 O beijo (o lado mais puro)[25]
- 2009 Luz fraca[26]
- 2009 Somos dois espaços[26]
- 2012 O amor não me quer encontrar[7]
- 2012 Juras de amor[7]
- 2014 U can´t stop me now
- 2014 The bond[27]
- 2018 Ombro aqui[28]
- 2018 A tua chama[29]
- 2018 Blue song[30]

#### Areal Editores
- 2017 Vou para a escola[9]
- 2018 BTween[31]
- 2018 School is cool[31]

#### Compilações
- Olhos nos Olhos (2009) (CD, Farol) com o tema "O Meu Mundo dos Sonhos"[32]
- As Melhores Baladas Portuguesas (2008) (CD, Farol) com o tema "Entre o Sol e a Lua"[33]
- Now 16, Ricardo Azevedo - Entre o sol e a lua (2007, Emi)[34]
- Panda de verão, Ricardo Azevedo - Pequeno t2 (2007, Universal)
- 100% Original Karaoke II DVD, Ricardo Azevedo - Pequeno t2 (2007, Farol)
- Now 17, Ricardo Azevedo - Pequeno t2 (2007, Sony)[35]
- Frágil, Ricardo Azevedo - Entre o sol e a lua (2008)
- Novela TVI: Fascínios, Ricardo Azevedo - Vs (2008, Farol)[36]
- Spot as músicas dos Anúncios, Ricardo Azevedo - Pequeno t2 e Daisy (2008, Farol)[37]
- Novela da TVI: A outra, Ricardo Azevedo - Entre o sol e a lua (esta noite) (2008, Farol)
- Playstation Singstar Summer Party, Ricardo Azevedo - Pequeno t2 (2008)[38]
- Rádio Festival, Ricardo Azevedo - Pequeno t2 (2008)[39]
- In love - As Melhores baladas, Ricardo Azevedo - Entre o sol e a lua (esta noite) (2008)
- Novela da TVI: Feitiço de Amor, Ricardo Azevedo - És tu (O que quero) (2008, Farol)[40]
- Now 19, Ricardo Azevedo - Entre o sol e a lua (2008, EMI)[41]
- Now 21, Ricardo Azevedo - Luz Fraca (2009, EMI)[42]
- Deixa que te leve, Ricardo Azevedo - O beijo (o lado mais puro) (2008, Farol)[43]
- Meu amor, Ricardo Azevedo - Luz Fraca (2008, Farol)
- Sabor da Paixão - Burning down]] (2002)
- Saber Amar - Daisy (2003)
- Mulheres Apaixonadas  - Thinking about U (2003)
- NOW 8  - Daisy (2003, Sony)[44]
- Future Club 4 - Crosstown (2003)[45]
- Kantatu Pro Vol. 38 DVD - Daisy (2003)[46]
- Lets Go Party - Daisy (2004, Som livre)
- Now 12 - My Explanation (2005)[47]
- Morangos com Açucar - I really am such a fool (2006, Farol)[48]

### Discografia Ez Special
- Partizan Pop (2002) (EP, Volume)[49]
- In n´Out (2003) (CD, Universal, Volume)[18]
- Leitmotiv (2005) (CD, Universal, Volume)[19]